# Rosablättriger Helmling
Der Rosablättrige Helmling (Mycena galericulata) ist eine Pilzart aus der Familie der Helmlingsverwandten (Mycenaceae). Die büschelig wachsenden, blass bräunlich-grauen Fruchtkörper sind für die Gattung recht kräftig und haben leicht gebuckelte Hüte und steife, knorpelige Stiele. Die Lamellen sind oft rosa überlaufen und die Lamellenschneiden tragen keulige, bürstenartige Zystiden. Der Pilz erscheint zwischen Mai und Dezember auf morschem Laub- oder Nadelholz. Dieser Helmling wird von Kennern gelegentlich als Speisepilz genutzt.

## Merkmale

### Makroskopische Merkmale

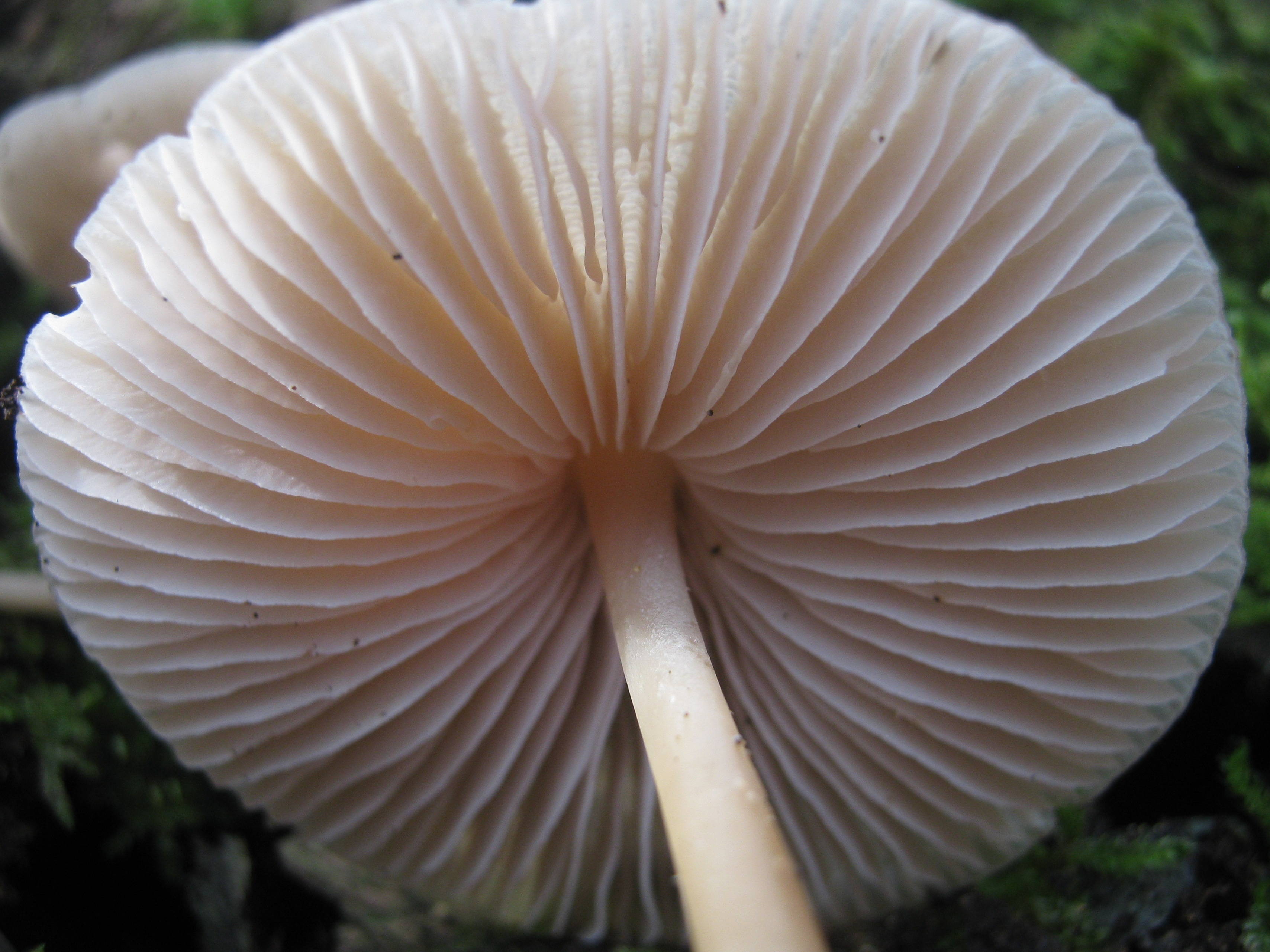
Die Lamellen stehen ziemlich entfernt und sind mit Zwischenlamellen untermischt.

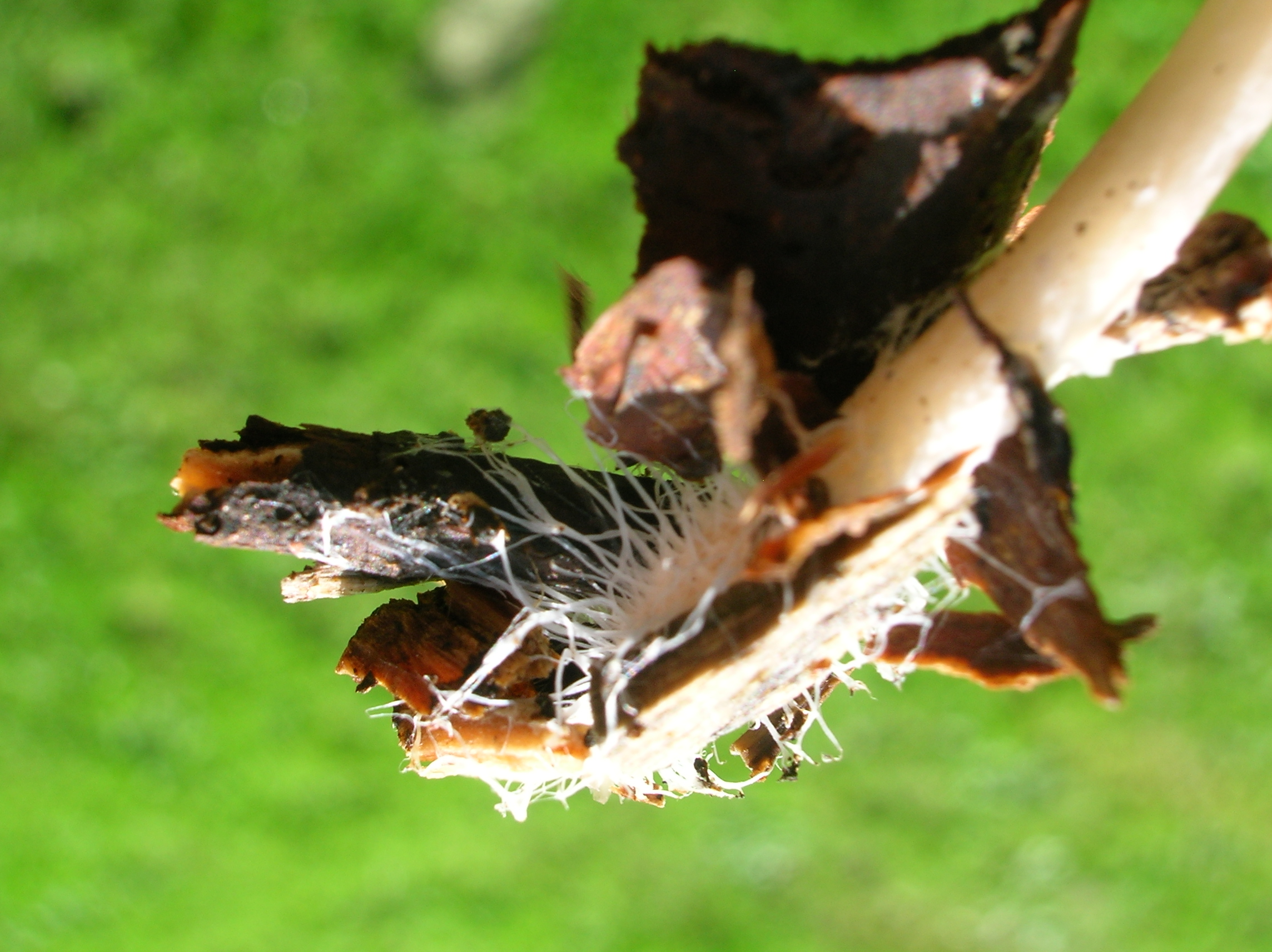
Die Stielbasis erscheint oft „striegelig behaart“.

Die für die Gattung großen und kräftigen Fruchtkörper wachsen meist büschelig auf Holz und haben einen 2–6 (–8) cm breiten Hut. Dieser ist jung kegelig-glockig, später gewölbt, aber nie ganz aufgeschirmt. Am Hutscheitel hat er einen breiten Buckel. Die kahle und matte Oberfläche ist bis zum Buckel radial gerieft oder gefurcht. Der Hut ist hellbräunlich, blass graubräunlich bis weißlich, der Rand ist heller, der Buckel etwas dunkler gefärbt.
Die schmalen Lamellen sind am Stiel angewachsen. Sie sind bauchig und stehen nicht sehr dicht, sind aber mit Zwischenlamellen untermischt. Die anfangs weißlichen bis hellgrauen Lamellen sind später oft rosa überlaufen. Am Grunde sind sie runzelig oder queraderig verbunden. Die Schneiden sind glatt bis gezähnt. Das Sporenpulver ist hell cremefarben.
Der hohle, steife Stiel ist 4–8 (–17) cm lang und 0,2–0,7 cm breit. Er ist glatt und glänzend grau oder bräunlich gefärbt. Die Stielspitze ist, wie üblich, meist heller, fast weißlich gefärbt und die häufig etwas spindelförmig „wurzelnde“ Stielbasis erscheint durch das Reißen der vielen feinen Myzelstränge beim Herausziehen aus dem holzigen Substrat mehr oder weniger weiß „striegelig behaart“.
Das dünne, zähe Fleisch ist weißgrau und riecht rettich- bis mehlartig, junge Fruchtkörper können auch leicht gurkenartig riechen. Das Fleisch schmeckt mild und etwas mehlig.

### Mikroskopische Merkmale
Die glatten, elliptischen Sporen sind 9–11 µm lang und 7–9 µm breit. Sie sind amyloid und durchscheinend. Die Basidien messen 34–40 × 7–9 µm und sind in der Regel zweisporig.
Die keuligen bis kopfigen Cheilozystiden auf den sterilen Lamellenschneiden sind zahlreich und messen 32–40 × 8–12 µm. Die Spitze oder das gesamte, verlängerte Ende trägt mehrere fingerartige Auswüchse, die im Alter auch etwas verzweigt sein können. Die Cheilozystiden erscheinen daher bürstenförmig. Die Pleurozystiden sind nicht weiter differenziert. Das Lamellentrama besteht aus mehr oder weniger parallelen Hyphen, die sich in Jodlösung weinbräunlich anfärben.

## Artabgrenzung
Die Helmlige sind oft sehr ähnlich und ohne Mikroskop meist nicht sicher zu bestimmen. Sehr ähnlich ist der etwas kleinere und meist etwas dunkler gefärbte Winter-Helmling (Mycena tintinnabulum), der von November bis März wächst. Er riecht erdig-modrig, das Sporenpulver ist inamyloid und die Basidien immer viersporig.

## Ökologie
Der Pilz kommt in allen heimischen Wäldern und Forsten vor, sofern sie nicht zu trocken sind. Besonders häufig findet man ihn in Wäldern, die von Rotbuchen, Eichen oder Fichten dominiert werden, da das Holz dieser Bäume seine bevorzugte Nahrung ist. Man kann den Helmling auch in Parkanlagen, auf Obstbaumwiesen und in Gärten finden.
Es ist ein sehr anpassungsfähiger, unspezifischer Laub- und Nadelholzbewohner, der an teils noch lebenden, meist aber bereits abgestorbenen Bäumen lebt und büschelig wachsend die Borke der Stämme durchbricht. Viel häufiger findet man ihn allerdings an liegenden, vorwiegend mittleren bis dicken Stämmen, Stubben oder Stümpfen. Er kommt auch auf vergrabenem Holz und größeren toten Wurzeln vor. Als Substrat können sowohl Laub- als auch Nadelbäume dienen. Neben Rotbuchen, Eichen und Fichten kann er auch auf dem Holz von Erlen, Birken, Hainbuchen, Linden, Ahorn, Haselnuss, Eschen und auf dem Holz von weiteren Laubbäumen wachsen. Außerdem wächst er auch auf Weißtannen und Kiefern und anderen Nadelbäumen.
Der Pilz ist das ganze Jahr über zu finden. Frische Fruchtkörper erscheinen in mehreren Schüben gewöhnlich schon ab Anfang Mai bis Ende Oktober. In Gegenden mit mildem Klima oder bei entsprechend günstigen Witterungsbedingungen können die Fruchtkörner auch schon ab Ende März beziehungsweise bis Ende November wachsen. Der Pilz kommt sowohl im Flach- als auch im Bergland vor. In höheren Lagen, oberhalb von 800 m NN wird er allerdings seltener.

## Verbreitung
Der Helmling ist nahezu weltweit verbreitet. Er wurde in Neuseeland, Australien, Indien. Pakistan und Südamerika nachgewiesen. Außerdem ist er als holarktische Art auf der kompletten nördlichen Erdhalbkugel verbreitet. In Europa findet man ihn vom Mittelmeergebiet bis in die borealen, teilweise auch subarktischen Bereiche Nordeuropas hinein. Er wurde in Nordasien (Kaukasus, Mittelasien, West- und Ostsibirien, Japan), Nordamerika (USA. Kanada), auf den Kanaren, in Nordafrika (Algerien. Marokko. Tunesien) und Europa gefunden. In Europa wurde er in ganz Südeuropa von den Balearen, Korsika, Italien bis nach Südosteuropa (Rumänien, Ukraine) nachgewiesen. Im Westen reicht sein Verbreitungsgebiet von Frankreich, über die Beneluxstaaten bis nach Großbritannien und dort nordwärts bis zu den Hebriden. Er kommt in ganz Mitteleuropa vor (Schweiz, Liechtenstein, Österreich, Ungarn, Deutschland, Tschechien, Slowakei. Polen) vor. In Osteuropa ist er in Belarus und Russland verbreitet und erreicht im Osten den Ural. Im Nordosten ist er in den baltischen Staaten und im Norden in ganz Fennoskandinavien und in Island verbreitet. In Schweden und Finnland kommt er nordwärts bis Lappland vor. Auch in ganz Deutschland und Österreich ist die Art weit verbreitet und überall häufig.

## Systematik
Die Rosablättrige Helmling ist die Typart der Gattung Mycena. Die Art wurde in Europa und Amerika mehrfach formal gültig beschrieben, daher gibt es eine Vielzahl von Synonymen. Einige zuvor als Varietäten oder Unterarten beschriebenen Taxa, werden heute als eigenständige Arten angesehen:
- Mycena galericulata subsp. latifolia (Peck) Sacc.  = Breitblättrige Helmling (Mycena latifolia)
- Mycena galericulata var. parabolica (Fr.) P. Kumm. = Mycena parabolica
- Mycena galericulata var. calopus (Fr.) P. Karst. = Buntstieliger Helmling (Mycena inclinata)

### Infragenerische Systematik
Innerhalb der Gattung der Helminge wird der Rosablättige Helmling in die Sektion Mycena gestellt. Die Sektion enthält mittelgroße bis große und relativ dickfleischige Arten, die häufig büschelig wachsen. Der Hut ist zunächst bereift, dann glatt und wirkt manchmal fast speckig. Der knorpelige Stiel ist hohl aber fest, die Stielbasis oft striegelig behaart. Die Sporen sind apfelkernartig geformt und meist amyloid. Die Cheilozystiden sind bürstenartig und haben mehr oder weniger verzweigte Auswüchse. Das Lamellentrama ist dextrinoïd, das heißt, es verfärbt sich mit Jodlösungen weinrot.

### Unterarten und Varietäten
Es wurden eine ganze Reihe von Farb- und Formvarianten beschrieben, die vermutlich aber keine taxonomische Relevanz haben. Recht häufig trifft man auf die Varietät Mycena galericulata var. albida Gillet. Es ist ein in allen Teilen weißer Pilz, nur der Hut kann manchmal sehr blass bräunliche Töne haben. Typisch ist der mehlige Geschmack und der leicht knorpelige Stiel.

## Bedeutung
Der Pilz gilt als essbar, hat aber aufgrund seiner Dünnfleischigkeit und geringen Größe wenig Bedeutung als Speisepilz.